# Savannah McCaskill
Savannah McCaskill, née le 31 juillet 1996 à Chapin en Caroline du Sud, est une joueuse de soccer internationale américaine évoluant au poste d'attaquante avec Angel City.

## Biographie
McCaskill grandit à Chapin, en Caroline du Sud, où elle fréquente le lycée Irmo (en). Elle est nommée deux fois dans l'équipe All-State et termine meilleure buteuse de l'équipe en 2012 avec 33 buts. En tant que senior, elle est classée par Top Drawer Soccer parmi les 100 meilleures joueuses et les 20 meilleures milieux de terrain du pays.
Elle évolue au sein du club CESA 95 dans la Elite Clubs National League (ECNL) et officie comme capitaine de l'équipe. Elle joue pour l'équipe du Programme de développement olympique de Caroline du Sud (ODP) de 2008 à 2012 et l'équipe régionale de l'ODP de 2010 à 2013.

### Carrière universitaire
McCaskill étudie à l'Université de Caroline du Sud où elle joue avec les Gamecocks de 2014 à 2017. La première année, elle débute l'ensemble des 25 matchs et obtient le plus de points (15) avec l'équipe en évoluant au poste d'attaquante (bien qu'initialement recrutée comme défenseure). Elle est nommée Freshman of the Year par la Southeastern Conference (SEC), et se voit nommée dans la deuxième équipe de la conférence et celle des premières années.
En deuxième année, débutant une nouvelle fois les 25 matchs, elle mène l'équipe aux points et aux buts (29 et 10 respectivement) tandis qu'avec ses neuf passes, elle se classe deuxième. Elle est nommée dans l'All-SEC First Team, la NSCAA All-South Region First Team et se voit élue Joueuse offensive de l'année de l'équipe.
En 2016, les 45 points et 17 buts de McCaskill établissent de nouveaux records dans l'école pour une seule saison. Elle est nommée Joueuse offensive de la semaine de la SEC début septembre. Elle marque un triplé contre Tulsa en août, le premier pour une joueuse de l'équipe depuis 2010.

### Carrière en club
McCaskill est sélectionnée par les Boston Breakers comme deuxième choix lors de la College Draft NWSL en 2018. Après que la dissolution du club, elle est finalement sélectionnée par le Sky Blue FC avec le deuxième choix de la Dispersal Draft NWSL de 2018,. Elle marque son premier but en carrière le 21 avril 2018, contre les Red Stars de Chicago. Elle est finaliste pour le titre de Rockie de l'année 2018 de la NWSL, aux côtés d'Andi Sullivan et Imani Dorsey. En 2019, elle fait six apparitions pour Sky Blue.
Elle signe avec le Sydney FC pour la saison 2018-2019 de la W-League, rejoignant ses compatriotes américaines Sofia Huerta, Danielle Colaprico et Aubrey Bledsoe à Sydney. Elle marque son premier but avec ce club lors d'une victoire 5-2 contre Adelaide United en décembre 2018, avant de marquer un doublé le mois suivant contre les Newcastle Jets à l'occasion d'une victoire 3-1. Alors que le Sydney FC s'est qualifié pour la Grande Finale de la W-League, elle marque deux buts et réalise une passe décisive pour finalement une victoire de Sydney 4–2. Elle est nommée Joueuse du match de par sa performance.
Le 19 juin 2019, McCaskill est échangée aux Red Stars de Chicago.
Le 26 octobre 2020, elle est échangée à la nouvelle franchise du Racing Louisville FC.

### Carrière internationale
Savannah McCaskill représente les États-Unis avec l'équipe nationale des moins de 23 ans de 2017 à 2019. Elle est nommée pour le prix de la jeune athlète féminine américaine de l'année 2017,. Elle fait ses débuts dans l'équipe nationale senior le 21 janvier 2018, lors d'un match amical contre le Danemark. Elle est appelée pour participer à la SheBelieves Cup 2018 et dispute les trois matchs qui permettent aux États-Unis de remporter le tournoi pour la deuxième fois. Elle fait partie également de l'équipe qui dispute le Tournoi nordique 2018.

## Palmarès

### En club
Sydney FC
- W-League (1)
  - Championne en 2018-2019

 Chicago Red Stars
- NWSL
  - Finaliste en 2019 et 2020 (Challenge Cup)

### International
États-Unis
- SheBelieves Cup (1)
  - Vainqueur en 2018

## Statistiques
| Saison                | Club                  | Championnat           | Championnat | Championnat | Coupe(s) nationale(s) | Coupe(s) nationale(s) | Total | Total |
| Saison                | Club                  | Division              | M.          | B.          | M.                    | B.                    | M.    | B.    |
| 2018                  | Sky Blue FC           | NWSL                  | 20          | 3           |                       |                       | 20    | 3     |
| 2019                  | Sky Blue FC           | NWSL                  | 6           | 0           |                       |                       | 6     | 0     |
| Sous-total            | Sous-total            | Sous-total            | 26          | 3           |                       |                       | 26    | 3     |
| 2018-2019             | Sydney FC (prêt)      | W-League              | 14          | 5           |                       |                       | 14    | 5     |
| Sous-total            | Sous-total            | Sous-total            | 14          | 5           |                       |                       | 14    | 5     |
| 2019                  | Chicago Red Stars     | NWSL                  | 18          | 1           |                       |                       | 18    | 1     |
| 2020                  | Chicago Red Stars     | NWSL                  | 10          | 2           |                       |                       | 10    | 2     |
| Sous-total            | Sous-total            | Sous-total            | 28          | 3           |                       |                       | 28    | 3     |
| Total sur la carrière | Total sur la carrière | Total sur la carrière | 68          | 11          |                       |                       | 68    | 11    |